# Lasse Norman Hansen
Lasse Norman Hansen (Årslev, 11 de fevereiro de 1992) é um desportista dinamarquês que compete no ciclismo nas modalidades de pista, especialista nas provas de perseguição por equipas e ómnium, e rota, pertencendo ao equipo belga Alpecin-Fenix. É o campeão olímpico na prova de ómnium de Londres 2012.
Participou em dois Jogos Olímpicos de Verão, obtendo ao todo três medalhas, ouro em Londres 2012, na prova de ómnium e dois bronzes em Rio de Janeiro 2016, em ómnium e em perseguição por equipas (junto com Niklas Larsen, Frederik Madsen e Casper von Folsach).
Ganhou nove medalhas no Campeonato Mundial de Ciclismo em Pista entre 2012 e 2020, e seis medalhas no Campeonato Europeu de Ciclismo em Pista de 2011 a 2019.
Conquistou duas medalhas em Tóquio 2020, das quais uma de prata na perseguição por equipes e uma de ouro no madison.

## Medalhas em competições internacionais
| Jogos Olímpicos    | Jogos Olímpicos           | Jogos Olímpicos   | Jogos Olímpicos         |
| Ano                | Lugar                     | Medalha           | Competição              |
| ------------------ | ------------------------- | ----------------- | ----------------------- |
| 2012               | Londres (Reino Unido)     | Medalha de ouro   | Omnium                  |
| 2016               | Rio de Janeiro (Brasil)   | Medalha de bronze | Perseguição por equipas |
| 2016               | Rio de Janeiro (Brasil)   | Medalha de bronze | Omnium                  |
| 2020               | Tóquio (Japão)            | Medalha de ouro   | Madison                 |
| 2020               | Tóquio (Japão)            | Medalha de prata  | Perseguição por equipes |
| Campeonato Mundial |                           |                   |                         |
| Ano                | Lugar                     | Medalha           | Competição              |
| 2012               | Melbourne (Austrália)     | Medalha de bronze | Omnium                  |
| 2013               | Minsk (Bielorrússia)      | Medalha de prata  | Omnium                  |
| 2013               | Minsk (Bielorrússia)      | Medalha de bronze | Perseguição por equipas |
| 2014               | Cali ({Colômbia)          | Medalha de prata  | Perseguição por equipas |
| 2016               | Londres (Reino Unido)     | Medalha de bronze | Perseguição por equipas |
| 2019               | Pruszków (Polônia)        | Medalha de prata  | Madison                 |
| 2019               | Pruszków (Polônia)        | Medalha de bronze | Perseguição por equipas |
| 2020               | Berlim (Alemanha)         | Medalha de ouro   | Perseguição por equipas |
| 2020               | Berlim (Alemanha)         | Medalha de ouro   | Madison                 |
| Campeonato Europeu |                           |                   |                         |
| Ano                | Lugar                     | Medalha           | Competição              |
| 2011               | Apeldoorn (Países Baixos) | Medalha de prata  | Perseguição por equipas |
| 2015               | Grenchen (Chéquia)        | Medalha de prata  | Omnium                  |
| 2015               | Grenchen (Chéquia)        | Medalha de bronze | Perseguição por equipas |
| 2019               | Apeldoorn (Países Baixos) | Medalha de ouro   | Perseguição por equipas |
| 2019               | Apeldoorn (Países Baixos) | Medalha de ouro   | Madison                 |
| 2019               | Apeldoorn (Países Baixos) | Medalha de prata  | Omnium                  |

## Palmarés

### Estrada
- 2011
  - 1 etapa da Coupe des Nations Ville Saguenay
- 2012
  - 1 etapa do An Post Rás
- 2013
- Grande Prêmio Herning
- Grande Prêmio de Frankfurt sub-23
  - 1 etapa do Tour de Berlim
  - 3.º no Campeonato Mundial Contrarrelógio sub-23
- 2015
  - 1 etapa do Tour de Alberta
- 2016
  - 3.º no Campeonato da Dinamarca em Estrada
- 2018
  - 1 etapa do Herald Sun Tour
  - 1 etapa da Volta à Dinamarca
- 2019
  - 1 etapa da Volta à Dinamarca

### Pista
- 2010
- Campeonato da Dinamarca em Omnium
- 2011
  - 2.º no Campeonato Europeu Perseguição por Equipas (fazendo equipa com Michael Mørkøv, Casper von Folsach, Rasmus Quaade)
- Campeonato da Dinamarca em Perseguição
- Campeonato da Dinamarca em Pontuação
- 2012
  - 3.º no Campeonato Mundial Omnium
- Campeonato Olímpico em Omnium
- 2013
  - 3.º no Campeonato Mundial Perseguição por Equipas (fazendo equipa com Casper von Folsach, Mathias Møller Nielsen e Rasmus Quaade) 
  - 2.º no Campeonato Mundial Omnium
- Seis dias de Copenhaga (com Michael Morkov)
- Copa do Mundo de Glasgow (Reino Unido) em Perseguição por Equipas (com Casper von Folsach, Rasmus Quaade e Mathias Nielsen)
- Copa do Mundo de Glasgow (Reino Unido) em Perseguição
- 2014
  - 2.º no Campeonato Mundial Perseguição por Equipas (fazendo equipa com Casper von Folsach, Alex Rasmussen e Rasmus Quaade)
- 2015
  - 2.º no Campeonato Europeu em Omnium 
  - 3.º no Campeonato Europeu em Perseguição por equipas
- 2016
  - 3.º no Campeonato Mundial Perseguição por Equipas (fazendo equipa com Niklas Larsen, Frederik Madsen e Casper von Folsach) 
  - 3.º no Campeonato Olímpico em Omnium 
  - 3.º no Campeonato Olímpico em Perseguição por Equipas (fazendo equipa com Niklas Larsen, Frederik Madsen e Casper von Folsach)
- 2017
- Seis dias de Copenhaga (com Michael Morkov)
- 2018
- Copa do Mundo de Saint-Quentin-en-Yvelines (França) em Madison (com Michael Morkov)
- Copa do Mundo de Saint-Quentin-en-Yvelines (França) em Perseguição por Equipas (com Casper von Folsach, Rasmus Pedersen e Julius Johansen)
- Copa do Mundo de Milton (Canadá) em Perseguição por Equipas (com Casper von Folsach, Rasmus Pedersen e Julius Johansen)
- Copa do Mundo de Berlim (Alemanha) em Madison (com Casper von Folsach)
- Campeonato da Dinamarca em Omnium
- 2019
- Copa do Mundo de Minsk (Bielorrússia) em Madison (com Michael Morkov)
- Copa do Mundo de Minsk (Bielorrússia) em Perseguição por Equipas (com Frederik Madsen,Rasmus Pedersen e Julius Johansen)
- Campeonato Europeu em Perseguição por equipas (com Julius Johansen, Frederik Madsen e Rasmus Pedersen)
- Campeonato Europeu em Madison (com Michael Morkov)  
  - 2.º no Campeonato Europeu em Omnium
- Campeonato da Dinamarca em Scratch
- Campeonato da Dinamarca em Omnium
- Campeonato da Dinamarca em Pontuação
- 2020
- Campeonato Mundial em Madison (fazendo equipa com Michael Morkov)
- Campeonato Mundial em Perseguição por Equipas (com Frederik Madsen, Rasmus Pedersen e Julius Johansen)

## Resultados nas Grandes Voltas e Campeonatos do Mundo
Durante a sua carreira desportiva tem conseguido os seguintes postos nas Grandes Voltas e Campeonatos do Mundo.
| Carreira               | 2011 | 2012 | 2013 | 2014 | 2015 | 2016 | 2017  | 2018 | 2019 |
| ---------------------- | ---- | ---- | ---- | ---- | ---- | ---- | ----- | ---- | ---- |
| Giro d'Italia          | -    | -    | -    | -    | -    | -    | -     | -    | -    |
| Tour de France         | -    | -    | -    | -    | -    | -    | -     | -    | -    |
| Volta a Espanha        | -    | -    | -    | -    | -    | -    | 139.º | -    | -    |
| Mundial Contrarrelógio | -    | -    | -    | 53.º | -    | -    | 34.º  | -    | -    |

-: não participa 

Ab.: abandono 

## Equipas
- Team Concordia Forsikring-Himmerland (2011)
- Blue Water (2012-2013)
- Garmin/Cannondale (2014-2015)
  - Garmin Sharp (2014)
  - Team Cannondale-Garmin (2015)
- Stölting Service Group (2016)
- Aqua Blue Sport (2017-2018)
- Corendon/Alpecin (2019-)
  - Corendon-Circus (2019)
  - Alpecin-Fenix (2020)